# Церковь Рождества Богородицы (Куренец)
Православная церковь Рождества Пресвятой Богородицы — расположена в агрогородке Куренец Вилейского района Минской области. Входит в состав Долгиновского благочиния.

## История
Первое письменное упоминание о храме в Куренце относится к 1355 году. Вплоть до начала XIX века сохранилось весьма мало сведений по истории православного прихода в Куренце.
После восстания 1863 года, деревянный католический храм XVII века в Куренце был закрыт. В Национальном историческом архиве Беларуси сохранились метрические книги Куренецкого костела Вилейского уезда  за 1728-1799, 1827 - 1848, 1924 - 1930.
В 1866 году ветхое здание Куренецкого костела передано православной церкви.
14 октября 1866 года произошла закладка новой каменной церкви. Правительство выделило на ее строительство сумму в размере 17 030 рублей.
16 октября 1870 года новая церковь была освящена в честь Рождества Пресвятой Богородицы.

"Литовские епаржиальные ведомости" от 18 марта 1878 года сообщают следующее:
"8 марта, на вакантное место псаломщика при Куренецкой церкви, Вилейского уезда, перемещен, согласно прошению, и.д. псаломщика Ковальской церкви, Дисненского уезда, Стефан Потомский, а на его место в с. Ковали  перемещен и.д. псаломщика Засвирской церкви, Свенцянского уезда, Викентий Давидович".
В 1885/1886 учебном году в Куренецком приходе Вилейского благочиния Виленской губернии действовали следующие церковно-приходские школы и школы грамотности: в д. Кузмичах - 33 ученика, в д. Журихах - 57 учеников, в д. Цинцевичах - 41 ученик.
В 1886 году священником Куренецкой церкви Вилейского уезда был Константин Маркевич, который имел скуфью.

В 1893 Извеков Н. в книге "Статистическое описание православных приходов Литовской епархии" описывает православный приход в Куренце следующим образом:
"Куренецкий - Вилейского благочиния. Церковь утварью не совсем скудна. По штату положено: 1 священник, 2 псаломщика и просфорня. Земли 30 д. хорошей и 70 неудовлетворительной. Кроме сего, приписано еще от закрытого костела 114 д. земли с 6-ю ветхими постройками. Помещения для причта имеются. Священнику жалованья 400 р., 2-м псаломщикам по 96 р. и просфорне 24 р. Еще получается с причтового капитала процентов 21 руб. В приходе есть одна приписная церковь. Дворов 503. Прихожан муж. пола 1939 и женского 1946".
В 1902 году протоиерей Павел Волынцевич сделал три фотографии храма и одну священника с матушкой.
В Национальном историческом архиве Беларуси сохранилась метрическая книга Куренецкой Рождество-Богородицкой церкви за 1904 год.
В 1915 году священником Куренецкой церкви был о. Дмитрий Тимкин.
В сентябре 1915 года, во время Свенцянского прорыва немецкой кавалерии, в Куренецкой церкви был устроено стойло для лошадей. После ухода немецких частей из Куренца, Вилейский благочинный о. Антоний Миронович осмотрел ужасное состояние храма.
В 1925 году вновь случился пожар, во время которого треснул церковный колокол.
В 1960-е годы храм был закрыт советскими властями. Церковная утварь и иконы были вывезены в деревню Косута. Сам храм был отдан под хранилище зерна, муки и удобрений.
В конце 1970-х случился пожар, который значительно повредил стены храма и оставшуюся крышу.

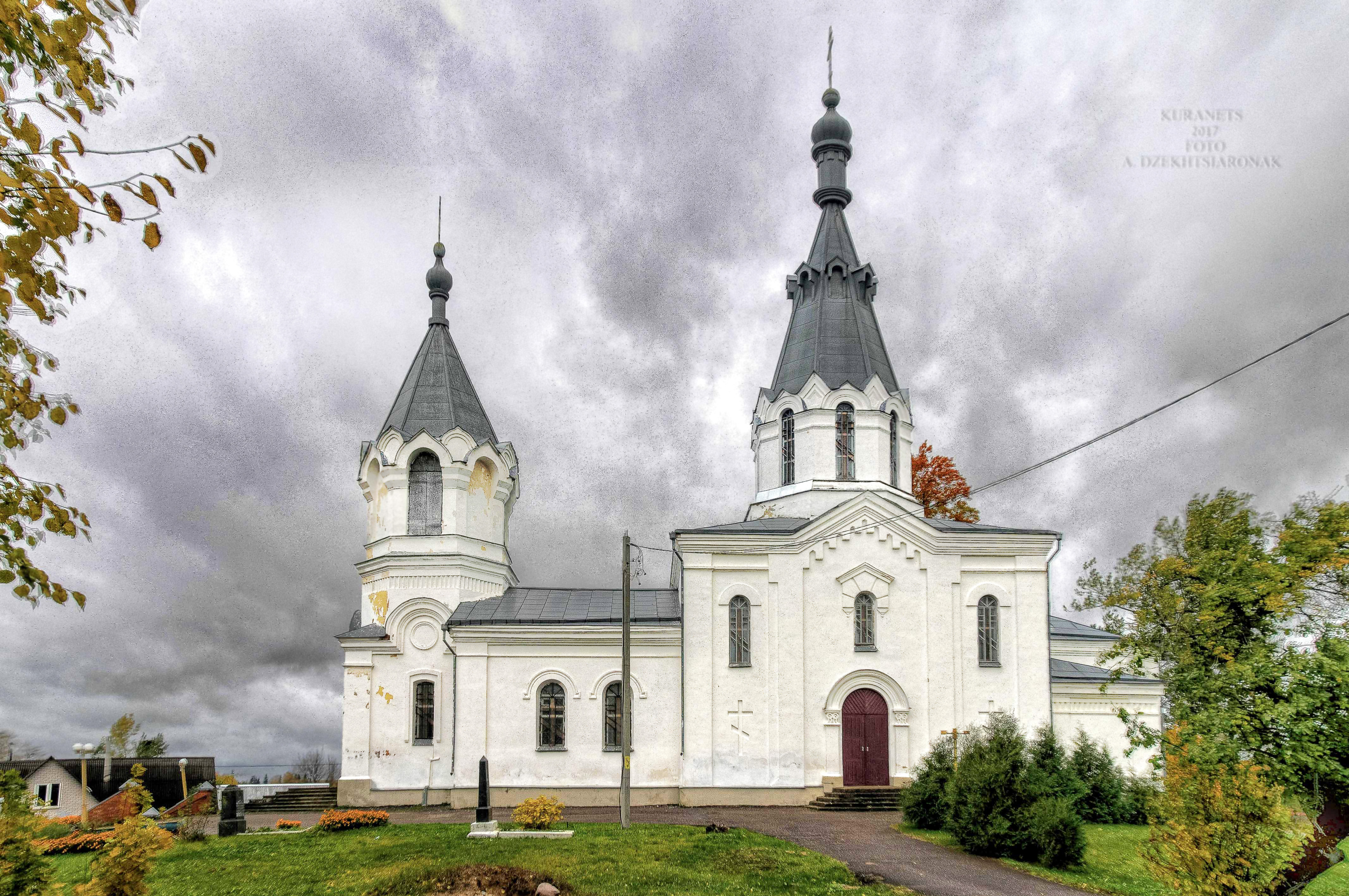
Восстановленная церковь в 2017 года

В марте 1990 года начались восстановительные работы под руководством священника Иоанна Крупко.
26 июня 1993 года митрополит Филарет совершил освящение храма в честь Рождества Пресвятой Богородицы.
В настоящее время настоятелем храма является протоиерей Александр Завадский.

## Архитектура
Храм в Куренце — самый большой православный храм в Вилейском районе: высота до креста составляет 37 метров, высота внутри храма — 16 метров до высоты купола, площадь внутренних помещений храма — 270 квадратных метров.